# (2325) Chernykh
(2325) Chernykh ist ein Asteroid des Hauptgürtels, der am 25. September 1979 vom tschechischen Astronomen Antonín Mrkos am Kleť-Observatorium (Sternwarten-Code 046) in Südböhmen nahe der Stadt Český Krumlov entdeckt wurde.
Der Asteroid ist nach dem russischen Astronomenehepaar Nikolai Stepanowitsch Tschernych (1931–2004) und Ljudmila Iwanowna Tschernych (1935–2017) benannt, das ab 1963 gemeinsam das beeindruckende Beobachtungsprogramm des Krim-Observatoriums leitete.